# Lew Tschorny

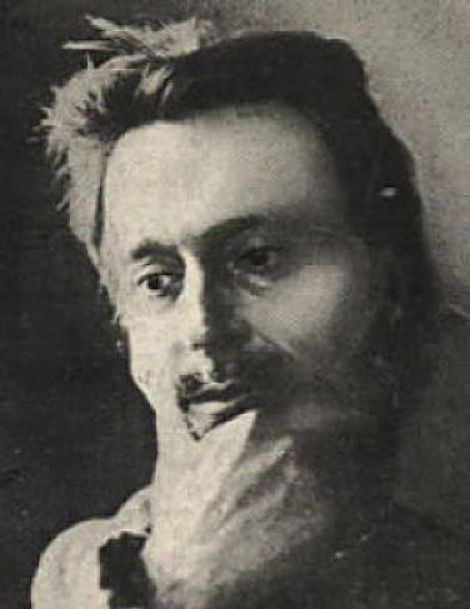
Lew Tschorny um 1921

Pawel Dmitrijewitsch Turtschaninow (russisch Павел Дмитриевич Турчанинов, wiss. Transliteration Pavel Dmitrievič Turčaninov; * vermutlich 1878 in Moskau; † 27. September 1921 ebenda), bekannt unter dem Pseudonym Lew Tschorny (Лев Чёрный), war ein russischer Anarchist und Dichter. Als Kopf der Schwarzen Garde, einer anarchistischen Arbeitermiliz, leistete er in der sogenannten Dritten Russischen Revolution Widerstand gegen die Bolschewiki.

## Leben
Lew Tschorny wurde in Moskau geboren. Sein Vater war ein Oberst in der Kaiserlich Russischen Armee. In der Folge der Russischen Revolution von 1905 entstanden viele anarchistische Gruppierungen im Russischen Reich, die besonders auf junge Leute anziehend wirkten. Tschorny schloss sich bereits früh anarchistischen Gruppen an und publizierte später Bücher zum Thema Anarchismus. Er war beeinflusst von den Individualanarchisten Max Stirner und Benjamin Tucker und verlangte nach der totalen Befreiung der Persönlichkeit von den Fesseln der Gesellschaft. Er forderte die Nietzscheanische Umwertung aller Werte in der russischen Gesellschaft und sah die anarchokommunistischen Ideen Peter Kropotkins als Gefahr für die Freiheit des Individuums und lehnte sie ab. Wegen seiner revolutionären Aktivitäten wurde er vom zaristischen Regime nach Sibirien verbannt.
Nach dem Ausbruch der Februarrevolution 1917 kehrte er wieder nach Moskau zurück und wurde Sekretär der neu gegründeten Moskauer Föderation anarchistischer Gruppen, die im März des gleichen Jahres gegründet wurde. Obwohl er Bekanntschaften mit Lew Kamenew und anderen führenden Bolschewiki unterhielt, kritisierte er auf einer Kundgebung am 5. März 1918 die sich bildende Sowjetunion heftig und erklärte, dass die Anarchisten genau so Gegner des sozialistischen Staates sind, wie des vorherigen bürgerlichen Staates. Im Wochenblatt Anarchija forderte er eine dezentrale Produktionsweise und das Aufbrechen der internen Machtstrukturen.
Als die Bolschewiki damit begannen, systematisch Andersdenkende mit repressiven Methoden zum Schweigen zu bringen, bildeten sich im Frühjahr 1918 innerhalb der Moskauer Föderation anarchistischer Gruppen bewaffnete Gruppen, die sogenannte Schwarze Garde, und Lew Tschorny wurde zum Kopf dieser neugebildeten Arbeitereinheiten. In der Nacht des 11. April stürmten Einheiten der Tscheka ein Gebäude der Moskauer Föderation und trafen auf bewaffneten Widerstand der Schwarzen Garde. Im darauffolgenden Kampf wurden 40 Anarchisten getötet oder verwundet und 500 festgenommen.
Tschorny schloss sich daraufhin der Gruppe Anarchisten im Untergrund an und veröffentlichte zwei Schriften, in denen er die Diktatur der Bolschewiki als grausamste Tyrannei der Menschheitsgeschichte bezeichnete. Am 25. September 1919 verübten die Anarchisten im Untergrund einen Bombenanschlag auf das Hauptquartier des Moskauer Komitees der Kommunistischen Partei Russlands bei dem 12 Kommunisten getötet und 55 verletzt wurden, darunter auch Nikolai Bucharin. Obwohl Lew Tschorny nicht an der Tat beteiligt war, wurde er festgenommen und im September 1921 ohne Prozess erschossen.